# Maison Banting
 (décembre 2016).
Le contenu est difficilement compréhensible vu les erreurs de traduction, qui sont peut-être dues à l'utilisation d'un logiciel de traduction automatique.
La maison Banting (Banting House) est connu comme « Le berceau de l'Insuline ». Situé au 442 rue Adelaide Nord à London en Ontario (Canada), c'est la maison où Frederick Banting s'est réveillé à deux heures du matin, le 31 octobre 1920 avec l'idée qui a conduit à la découverte de l'insuline.
Depuis 1984, la maison est un musée consacré à Banting, et sa découverte. Un ajout à l'arrière des maisons de London est un bureau du de l'association canadienne du diabète (en). Pour de nombreuses personnes qui sont touchées par le diabète, la maison est un monument rappelant la contribution scientifique de Banting qui leur a sauvé la vie ou celle de leurs proches.

## Introduction
Banting a vécu dans cette maison à London pendant dix mois à partir de juin 1920. Il a tenté un cabinet privé et dès qu'il avait peu de client, il commença à travailler à l'université de Western Ontario. C'est dans ses recherches pour préparer une conférence qu'il a développé son idée qui tient en 25 mots qui a donné l'idée qui lui permit la découverte de l'insuline et d'empêcher la mort certaine des personnes touchées par le diabète. Banting a été engagé par l'université de Toronto débuter ses recherches sur l'insuline au printemps1921,.
La maison Banting est consacrée à l'histoire de la découverte de l'insuline, ainsi qu'à la vie et à la carrière de Banting. Ses galeries se concentrer sur l'époque qu'il a passé à London, à sa participation aux deux Guerres mondiales et ses efforts en tant qu'artiste. Ces objets incluent l'art de Banting, son bureau, sa pharmacie, et le cadre de lit, ainsi que sa croix militaire, le KBE, et sa réplique officielle du Prix Nobel,,. La maison Banting a été désigné lieu historique national du Canada en 1997,.

## Histoire
Pendant des décennies, le public a vu la maison comme le “Berceau de l'Insuline”, et de nombreuses personnes ont exprimé leur désir voir la maison transformée en un monument commémorant Bantin et sa découverte. Elle a été mentionnée la première fois comme “Berceau de l'Insuline” en 1923 par le Detroit Free Press,. La London Public Library Board a installé une plaque commémorant l'évènement en 1970 . En 1981, la division de London et District de l'Association canadienne du Diabète a acheté la maison, et a commencé à l'utiliser comme un bureau. Ils espéraient éventuellement restaurer la maison, et de la transformer en musée. Par le biais de diverses subventions et les efforts de collecte de fonds, le musée a ouvert en 1984.

## Musée
La maison Banting dispose de documents d'archives, objets, et autres documents associés à Banting en tant que co-découvreur de l'insuline, médecin, et artiste, ainsi que sa participation dans la Première et la Seconde Guerre mondiale.
Une salle représente le type de bureau Banting pourrait avoir eu, et contient plusieurs de ses biens, y compris sa pharmacie, et un cylindre gradué que Banting a utilisé au cours de son séjour à l'université de Western Ontario,. La salle suivante dispose d'un lavabo que Banting a installé pour sa pratique médicale. D'autres salles dans le musée ont des biens possédés par Banting, notamment son bureau et son cadre de lit. Le cadre de lit est conservé dans la chambre de Banting, et les visiteurs sont encouragés à prendre un moment ou une photo avec ce dernier, comme il n'est pas bouclé comme de nombreux autres espaces du musée.
En outre, une réplique officielle du prix Nobel de la médaille codécernée à Banting et Macleod est sur l'affichage, ainsi que de nombreux autres prix et médaille que Banting a obtenu. D'autres expositions comprennent les militaires de la galerie, qui comprend une représentation d'une salle d'opération de campagne auquel Banting aurait travaillé pendant la Première Guerre mondiale, quelques informations sur les projets qu'il a dirigé au cours de la Seconde Guerre mondiale et une salle remplie avec des œuvres réalisées par Banting.
Adjacent au musée, on retrouve le Sir Frederick G. Banting Square, un jardin avec plusieurs plaques d'information, et trois monuments principaux. La première est une statue de taille réelle représentant Banting au moment où il écrivait son idée. On y retrouve aussi la Flamme de l'Espoir, qui a été dévoilés par la Reine Mère Reine Elizabeth. La flamme de l'Espoir, symbolise l'espoir d'une guérison définitive pour le diabète, a été allumé par Sa Majesté au cours de sa visite,. Le 3e monument est une sculpture, qui a été ajouté plus récemment, en 2010. Il représente le don que le Canada a offert à l'humanité avec les noms de tous les pays.